# SFR
SFR (Société française du radiotéléphone) — французская телекоммуникационная компания, которая предоставляет голосовые, видео, интернет услуги для потребителей и предприятий. SFR принадлежит Altice Europe.
По состоянию на декабрь 2018 года во Франции у неё было 14,9 млн абонентов мобильных услуг.
SFR также предлагает услуги в заморских департаментах Франции: на островах Мартиника, Гваделупа и в Гайане, а также в Индийском океане, в Майотте и на острове Реюньон.